# Grupo espeleológico Edelweiss
El Grupo Espeleológico Edelweiss tiene su sede en Burgos (España). Fundado en 1951 por antiguos colaboradores en la exploración de la Cueva del Castillo, es uno de los grupos espeleológicos más antiguos de España. Dependiente desde 1954 de la Diputación Provincial de Burgos, trabaja principalmente en los complejos kársticos de la Sierra de Atapuerca, Ojo Guareña, Montes del Somo y Sierra Salvada.

## Historia
Su fundación coincide con el comienzo de las exploraciones en los yacimientos de la sierra de Atapuerca, y en 1956 comienza las de Ojo de Guareña, donde se descubre la llamada Galería de los Grabados, las primeras pinturas rupestres de la zona. Ese mismo año participa en la Expedición Internacional a la Gouffre Berger, próxima a Grenoble (Francia), donde se batiría el récord del mundo de profundidad, dándose a conocer nacional e internacionalmente. En años sucesivos organizó exposiciones sobre espeleología y ciencias del karst.

En 1958 organiza la tercera Expedición Internacional de Espeleología en Ojo Guareña con un gran seguimiento por parte de los medios de comunicación, que permitió la topografía de 9 km de desarrollo descubriéndose Cueva Kubía, Sala de la Fuente y la Galería Macarroni, así como numerosos restos arqueológicos. 
En la década de 1960, se descubren restos fósiles en el Yacimiento Trinchera de Atapuerca, que se comienza a excavar sistemáticamente bajo la dirección del Museo Arqueológico. Se prosigue con las demás exploraciones, y en los años 70 se consigue que Ojo Guareña sea declarado Monumento histórico-artístico realizando unos nuevos estudios topográficos de la zona así como un exhaustivo reportaje fotográfico. Se lanza la revista Kaite. Desde entonces colabora asiduamente en las investigaciones realizadas en la Sima de Atapuerca.

## Objetivos
- La prospección, exploración, investigación y divulgación del Karst de Burgales.
- Coordinación de los trabajos espeleológicos en el Karst.
- Conservación del patrimonio espeleológico provincial.
- Mantenimiento del Catastro espelológico de Burgos.
- Cooperación con las diferentes administraciones públicas con competencias e interés en el estudio, protección y difusión pública del Karst de Burgos. Difusión cultural de sus investigaciones mediante conferencias, audiovisuales, exposiciones, publicaciones, etc.
- Colaboración con proyectos de investigación relacionados con el karst burgalés.

## Galardones y reconocimientos
- 2003. Medalla de Oro al mérito de la Provincia de Burgos. Otorgado por la Excma. Diputación Provincial de Burgos.
- 2010. Miembro de Honor de la Sociedad Geográfica Española. Otorgado por la Sociedad Geográfica Española.
- 2011. Burgalés de Pro. Otorgado por el Excmo. Ayuntamiento de Burgos.
- 2013. Premio Evolución 2013. Otorgado por la Fundación Atapuerca.
- 2013. Galardón Alubia de Oro 2013. Otorgado por La Asociación Cultural de Amigos del Hombre de Ibeas/Atapuerca, ACAHIA de Ibeas de Juarros. Enlace
- 2014. Placa conmemotariva sobre un menhir en Atapuerca. Otorgado por la Asociación de Amigos de Atapuerca, la Asociación Cultural del Hombre de Ibeas Atapuerca, los ayuntamientos de Ibeas de Juarros y de Atapuerca y la Fundación Atapuerca. Enlace
- 2015. Premio Espeleo 2015 Nacional a la Trayectoria de Investigación Subterránea.  Otorgado por el Grupo de Espeleología de Villacarrillo (GEV). .

## Publicaciones
- KAITE. Estudios de espeleología Burgalesa. Edita: Excma. Diputación Provincial de Burgos.Enlace
- CUBÍA. Boletín del Grupo Espeleológico Edelweiss.

En la actualidad pertenece la Sociedad Española de Espeleología y Ciencias del Karst (SEDECK)